# Lluís Marin i Tarroch
Lluís Marin i Tarroch (Andorra la Vella, Andorra, 12 d'octubre de 1988) és un surfista de neu andorrà especialista en snowboard cross.

## Carrera
El 2009, va començar la seva carrera al més alt nivell participant en la Copa del Món de Surf de Neu i en els seus primers campionats del món a Gangwoon, on va acabar cinquè. El 2010 es va classificar per als Jocs Olímpics de Vancouver on va ser designat portador de la bandera d'Andorra, no va poder classificar-se després d'haver caigut en una de les carreres i va acabar en el lloc 34è. Al febrer de 2012, va acabar cinquè a Muntanyes Blaves i al mes següent, va acabar tercer en Chiesa in Valmalenco, on va aconseguir el seu primer podi mundial.
El gener de 2014, es va lesionar l'espatlla en una cursa a Andorra, el que el va obligar a revisar les seves ambicions a la baixa per als Jocs Olímpics de Sotxi, on tenia l'esperança de guanyar la primera medalla olímpica per al seu país, va acabar el 25è de la competició, sent eliminat en la segona ronda.